# Pascale Jeuland-Tranchant
Pour les articles homonymes, voir Jeuland et Tranchant.
Pascale Tranchant, née Jeuland le 2 juin 1987 à Rennes, est une cycliste française spécialiste de la piste. Elle est professionnelle de 2007 à 2019. Elle pratique la route très régulièrement comme sa sœur Nathalie Jeuland. Elle devient championne du monde du scratch en 2010 et championne du monde militaire sur route en 2013.

## Biographie
En 2004 et 2005, Pascale Jeuland devient double championne de France de poursuite juniors. En 2005, elle remporte également le titre de la course aux points juniors. Dans les années suivantes, elle monte sur le podium lors de championnats nationaux et européens. De 2007 à 2009, elle est championne de France de course aux points trois fois de suite. En 2009, elle remporte également le scratch. Aux Jeux olympiques de 2008 à Pékin, elle termine septième de la course aux points.
Après avoir été championne de France sur route espoirs en 2006, elle passe professionnelle sur route. De 2007 à 2019, elle court dans le peloton international. Elle n'a pas remporté d'épreuve au niveau UCI, mais compte plusieurs succès sur le circuit national et la Coupe de France. Elle a également décroché en 2013 le titre de championne du monde militaire, au Luxembourg.
Aux championnats du monde sur piste 2010 à Ballerup, au Danemark, elle devient Championne du monde du scratch. Au total, elle compte 14 titres de championne de France sur piste obtenus entre 2007 et 2018 dans les disciplines d'endurance : 4 en course aux points, 4 en poursuite par équipes, 3 en poursuite individuelle, 2 en scratch et 1 en omnium.
Elle décide de mettre sa carrière entre parenthèses à l'issue de la saison 2016, après avoir annoncé qu'elle attendait un enfant. 
Elle revient à la compétition en 2018. Au mois d'août, elle se classe deuxième du championnat de France de poursuite individuelle derrière Coralie Demay et devant Marion Borras, elle remporte également le titre de championne de France de la course aux points. 
Fin juillet 2019, elle est sélectionnée pour représenter la France aux championnats d'Europe de cyclisme sur route et s'adjuge à cette occasion la cinquième place du relais mixte. Elle met un terme à sa carrière à l'issue de la saison.

## Palmarès sur piste

### Jeux olympiques
- Pékin 2008
  - 7e de la course aux points

### Championnats du monde
- Bordeaux 2006
  - 19e de la course aux points
- Pruszkow 2009
  - 5e du scratch
- Ballerup 2010
  -  Championne du monde du scratch
- Apeldoorn 2011
  - 16e de l'omnium
  - 18e du scratch
- Melbourne 2012
  - 20e de l'omnium
- Saint-Quentin-en-Yvelines 2015
  - 15e de la poursuite par équipes
  - Déclassée du scratch
- Londres 2016
  - 15e du scratch
- Pruszków 2019
  - 9e de la poursuite par équipe[8]
  - 10e de l'américaine

### Coupe du monde
- 2010-2011
  - 3e de l'omnium à Pékin

### Championnats d'Europe espoirs et juniors
- 2005
  - 2e de la poursuite juniors
  - 2e de la course aux points juniors
  - 3e du scratch juniors
- 2008
  - 2e de la poursuite espoirs par équipes espoirs (avec Audrey Cordon et Élodie Henriette)

### Championnats de France
| - 2004 - Championne de France de poursuite juniors - 2005 - Championne de France de poursuite juniors - Championne de France de course aux points juniors - 2006 - 2e de la poursuite - 3e de la 500 mètres - 2007 - Championne de France de course aux points - 2008 - Championne de France de course aux points - 2009 - Championne de France de course aux points - Championne de France du scratch - 2010 - Championne de France de poursuite - 3e du championnat de France de l'omnium - 2011 - 2e de la poursuite - 2e du scratch - 2012 - 2e du scratch | - 2013 - Championne de France de poursuite - Championne de France de poursuite par équipes - 2014 - Championne de France de poursuite - Championne de France du scratch - Championne de France de poursuite par équipes - 2015 - Championne de France de poursuite par équipes avec Aude Biannic et Roxane Fournier - 2016 - Championne de France de l'omnium - Championne de France de poursuite par équipes avec Coralie Demay, Eugénie Duval et Roxane Fournier - 3e de la poursuite - 2018 - Championne de France de course aux points - 2e de la poursuite |

## Palmarès sur route

### Palmarès par années
- 2006
  -  Championne de France sur route espoirs
  - Tour de Charente-Maritime
- 2007 
  - Coupe de France espoirs
- 2009 
  - Coupe de France espoirs
  - 2e du Prix de la Ville de Pujols
  - 3e de la coupe de France
  - 3e du Trophée d'Or
  - 9e du Tour de Nuremberg (Cdm)
- 2010
  - Ronde de Bourgogne :
    - Classement général
    - 1re et 2e étapes (contre-la-montre par équipes)

  - Tour de Charente-Maritime
  - 2e de La Mérignacaise
  - 10e du GP de Valladolid (Cdm)
- 2011
  - Classic Féminine de Vienne Poitou-Charentes
- 2012
  - 2e de Cholet-Pays de Loire
  - 2e de La Mérignacaise
- 2013
  -  Championne du monde sur route militaires
- 2014
  - 5e étape du Trophée d'Or féminin
- 2015
  - 2e de La Classique Morbihan
  - 3e du Grand Prix international de Dottignies
  - 3e de La Mérignacaise
- 2016
  - 2e de La Mérignacaise
  - 6e de La course by Le Tour de France
- 2018
  - 3e du Grand Prix international de Dottignies
  - 3e du Grand Prix d'Isbergues
- 2019
  - 3e du Grand Prix de Fourmies
  - 3e du Grand Prix d'Isbergues
  -  Médaillée de bronze de la course en ligne des Jeux mondiaux militaires[9]
  -  Médaillée de bronze de la course en ligne par équipes des Jeux mondiaux militaires[9]

### Classements mondiaux
| Année                                 | 2009 | 2010 | 2011 | 2012 | 2013 | 2014 | 2015 | 2016 | 2017 | 2018 | 2019 |
| ------------------------------------- | ---- | ---- | ---- | ---- | ---- | ---- | ---- | ---- | ---- | ---- | ---- |
| Classement UCI                        | 118e | 150e | 144e | 113e | 119e | 147e | 47e  | 86e  | nc   | 77e  | 147e |
| UCI World Tour                        |      |      |      |      |      |      |      | 45e  | nc   | 203e | 90e  |
|                                       |      |      |      |      |      |      |      |      |      |      |      |
| Légende : nc = non classéSource : UCI |      |      |      |      |      |      |      |      |      |      |      |